# البطولات الأسترالية 1951 (كرة مضرب)
هنا قائمة بالبطولات الأسترالية لكرة المضرب, المعروفة الآن باسم أستراليا المفتوحة لسنة 1951:

## الكبار

### فردي رجال
ديك سافيت هزم  كين ماكغريغور 6-3 2-6 6-3 6-1

### فردي سيدات
نانسي واين بولتن هزم  ثيلما كوين لونغ 6-1, 7-5